# Henry Ludwell Moore
Henry Ludwell Moore, född 1869, död 1958, var en amerikansk nationalekonom. Tillsammans med Ragnar Frisch och Jan Tinbergen var han grundaren  av ekonometri.

## Verk
- Laws of Wages: An Essay in Statistical Economics (1911)
- Economic Cycles: Their Law and Cause (1914)
- Forecasting the Yield and Price of Cotton (1917)
- Generating Economic Cycles (1923)
- Synthetic Economics (1929)